# 作業員
作業員（さぎょういん）とは、各種作業に従事する者で、一般にはブルーカラーの意味で使用されている言葉。

## 建設業
建設業では、以下のような「特殊作業員」と「普通作業員」の区分がある。
特殊作業員
- 相当程度の技能および高度の肉体的条件を有し、主として次に掲げる作業について主体的業務を行うもの
  - 軽機械（道路交通法第84条に規定する運転免許ならびに労働安全衛生法第61条第1項に規定する免許、資格および技能講習の修了を必要とせず、運転および操作に比較的熟練を要しないもの）を運転または操作して行う次の作業
    - 機械重量3トン未満のブルドーザ・トラクター（クローラ型）・バックホウ（クローラ型）・トラクタショベル（クローラ型）・レーキドーザ・タイヤドーザ等を運転または操作して行う土砂等の掘削、積込みまたは運搬
    - 吊上げ重量1トン未満のクローラクレーン、吊上げ重量5トン未満のウインチ等を運転または操作して行う資材等の運搬
    - 機械重量3トン未満の振動ローラ（自走式）、ランマ、タンパ等を運転または操作して行う土砂等の締固め
    - 可搬式ミキサー、バイブレータ等を運転または操作して行うコンクリートの練上げおよび打設
    - ピックブレーカ等を運転または操作して行うコンクリート、舗装等のとりこわし
    - 動力草刈機を運転または操作して行う機械除草
    - ポンプ、コンプレッサー、発動発電機等の運転または操作

  - 人力による合材の敷均しおよび舗装面の仕上げ
  - ダム工事において、グリズリホッパー、トリッパ付ベルトコンベア、骨材洗浄設備、振動スクリーン、二次・三次破砕設備、製砂設備、骨材運搬設備（調整ビン機械室）を運転または操作して行う骨材の製造、貯蔵または運搬、コンクリートポンプ車の筒先作業

- その他、相当程度の技能および高度の肉体的条件を有し、各種作業について必要とされる主体的業務を行うもの

普通作業員
- 普通の技能および肉体的条件を有し、主として次に掲げる作業を行うもの
  - 人力による土砂等の掘削、積込み、運搬、敷均し等
  - 人力による資材等の積込み、運搬、片付け
  - 人力による小規模な作業（標識や境界ぐい等の設置）
  - 人力による芝はり作業（公園等の苑地を築造する工事における芝はり作業について主体的業務を行うものを除く）
  - 人力による除草
  - ダム工事での骨材の製造、貯蔵または運搬における人力による木根、不良鉱物等の除去

- その他、普通の技能および肉体的条件を有し、各種作業について必要とされる補助的業務を行うもの

## その他
建設業の他では軽作業員があり、名称としてはごみ収集作業員、清掃作業員、補修作業員、鉱山作業員、坑内作業員、保線作業員（列車見張員）、原発作業員、引越作業員などがみられる。
遺跡発掘の世界では作業員として発掘作業員及び整理作業員などが定義されている。
国土交通省及び農林水産省が定める公共工事設計労務単価の51職種は、技能・技術の程度に応じて、世話役、一般技能労働者、作業員に分類している。土工、塗装工やライン工など、名称の後ろの工がつく作業員名は、一般技能労働者。
なお、従来測量業務の積算基準においても普通作業員を使用していたが、平成27年度の改正により測量補助員という職種区分に変更になった。